# リバースオークション
リバースオークション（英: reverse auction）あるいは逆オークション（ぎゃくオークション）とは、売り手が買い手を選定する通常のオークションと異なり、買い手が売り手を選定する逆（Reverse）のオークションである。政府による調達（Procurement）の際に行われる競争入札がこれに対応する。通常のオークションでは売り手が商品を拠出し、買い手が価格を入札して最も高い価格を入札した者に商品が渡る。（つまり、売り手が買い手を選定している。）
毎日新聞社などが行っているマニフェスト大賞2012の最優秀政策提言賞に「リバースオークション」が選定されたため、公的機関での注目を集めている。
リバースオークションとは称していないが、Amazon.comやAmazon.co.jp等のオンラインショッピングモールでは商品を選んだ後で売り手毎の価格が安価な順に表示されるようになっている。
値段を下げて行き、最初に投票した者が落札する「ダッチオークション」をリバースオークションや逆オークションと言う場合もあるが、誤りである。

## 概要
リバースオークションは、1995年にGlen Meakem氏が設立したFreeMarkets Inc.（2004年にアリバ社と合併その後事業部をアクセンチュアに売却）により企業間における交渉の手法として一般的に広まった。
具体的な内容としては、ある商品を買う者が売り手の間で価格入札を行わせて、最も安い価格を入札した者から購入を決定する。（すなわち、買い手が売り手を選定している。）ある電化製品を購入する時に、いくつかの店を訪問して他店の販売価格を提示しながら値引き競争を行わせることも一種のリバースオークションである。
A社が社内改装をしたい場合、改装業者B・C・D・E社に内装工事費の価格を競売により競わせて一番安い会社に工事権を得させる時などに有効である。
従来は、相見積もりなどによる交渉などによる不明瞭な取引手順のため、人や会社の兼ね合い次第では最適価格が見いだせなかった。対してリバースオークションは明確な取引手順が決まっており、純粋な価格競争が可能となり、最適価格が私情を挟むことなく実現する。長引く不況下で一円でも経費削減をしたい多くの企業が注目している手法である。

## マニフェスト大賞
毎日新聞社や早稲田大学マニフェスト研究所などが選ぶマニフェスト大賞2012（北川正恭審査委員長）における「最優秀政策提言賞」には、1889件の応募の中から中谷一馬議員の「リバースオークション」が選ばれた。
リバースオークションは海外の政府で劇的な成果をあげていたものの、当初は机上で議論していたため「日本では不発ではないか？」という見方が多かった。
しかし、日本政府でリバースオークションを日本語に名称を変えて「競り下げ方式」として約100件を実施したところ、平均で17%のコストカットという劇的な成果をあげた。
神奈川県でも太陽光パネルの購入で実施したところ劇的な成果を上げたため、優秀政策提言賞に至った。

## 日本で展開している民間企業
リバースオークションと明示してサービスを運営している日本の企業では、次の企業がある。
- 日本ビジネスリード株式会社
- 日本エンタープライズ株式会社
- 日本アリバ株式会社
- 株式会社Denrai
- 株式会社ジャパン・イーマーケット
- リーテイルブランディング株式会社
- 株式会社商いビズスクエア
- 株式会社アジルアソシエイツ
- 伊藤忠テクノソリューションズ株式会社
- 株式会社インフォソーシング
- 株式会社PSI (旧社名・購買戦略研究所)
- 株式会社戦略調達
- ディーコープ株式会社
- 株式会社日立製作所
- 株式会社ユニフェイス
- 株式会社野村総合研究所
- Ｃ２ＳＲ株式会社
- T-2Enterprise株式会社

### リバースオークションと明示せずに同種のサービスを提供している企業
- Amazon.co.jp - 同一商品を複数の販売者（サプライヤー）が出品している場合は安いもの順に購入者に表示される。

## 日本政府での導入
日本政府でも、2010年7月4日に菅直人政権で閣議決定をして、歳出削減のためのリバースオークションの試行を始めた。その結果、95件で17.04%、合計3722万円の効果がでて、民主党行政刷新プロジェクトチームでも「事業仕分けを超える最大の歳出削減」として期待している。
政府では、リバースオークションのことを日本語で「競り下げ方式」としている。